# Vargasi járás
A Vargasi járás (oroszul Варгашинский район) Oroszország egyik járása a Kurgani területen. Székhelye Vargasi.

## Népesség
- 1989-ben 24 417 lakosa volt.
- 2002-ben 23 255 lakosa volt.
- 2010-ben 19 919 lakosa volt, melyből 19 124 orosz, 154 kazah, 123 ukrán, 60 örmény, 59 tatár, 40 német, 37 fehérorosz, 24 csuvas, 17 baskír, 16 tadzsik, 13 udmurt, 12 moldáv stb.